# Outokumpu (azienda)
Outokumpu è un gruppo industriale finlandese, con sede a Espoo, che opera nella produzione di acciaio inossidabile. Essa ha tre grandi siti di produzione ubicati in Gran Bretagna a  Sheffield, Stocksbridge e Blackburn. L'azienda impiega circa 8.000 dipendenti in 30 nazioni diverse. Per diversi decenni, Outokumpu è stata conosciuta come una società mineraria e metallurgica, ma oggi la sua unica attività mineraria è quella di Kemi.

## Storia
Nel 1908, venne scoperta un grande deposito di rame a Outokumpu nel nord della Carelia. Venne quindi creata una società per lo sfruttamento della miniera e negli anni quaranta, la società sviluppò un processo di raffinazione del metallo.
Nel 1992 la British Steel Stainless si fuse con l'azienda svedese Avesta, formando la Avesta Sheffield, che a sua volta, nel 2001 si fuse con Outokumpu, dando così vita al terzo produttore mondiale di acciaio inossidabile del tempo. La nuova società faceva capo al Corus Group, investitore istituzionale svedese, e alla società finlandese Outokumpu. La nuova società venne denominata AvestaPolarit e la sede fu fissata a Stoccolma. Nel 2004 Outokumpu rilevò la totalità delle azioni da Corus, divenendo così l'unica proprietaria della AvestaPolarit, che divenne quindi una sussidiaria del gruppo Outokumpu. Dopo queste operazioni finanziarie le azioni vennero ritirate dalla quotazione presso le borse di Helsinki e Stoccolma, ed oggi esiste soltanto una società denominata Outokumpu con sede a Espoo.
Alla fine del 2001, Outokumpu Technology ha acquisito la Lurgi AG.
Nell'aprile del 2008 ha acquisito il principale centro di distribuzione di acciaio inossidabile italiano, entrando così anche in Italia nella distribuzione finale.
Il 31 gennaio 2012 è stata annunciata l'acquisizione da parte di Outokumpu, per 2,7 miliardi di Euro, della divisione acciaio inossidabile della tedesca ThyssenKrupp, di cui fa parte la controllata Acciai Speciali Terni.